# Genfer Protokolle
Die Genfer Protokolle vom 4. Oktober 1922 waren ein Staatsvertrag zwischen der Republik Österreich sowie Großbritannien, Frankreich, Italien und der Tschechoslowakei im Rahmen des Völkerbundes. Österreich bekam auf 20 Jahre eine Völkerbundanleihe von 650 Millionen Goldkronen, um die Hyperinflation nach dem Ersten Weltkrieg durch Einführung des Schillings zu beenden. Die Genfer Protokolle beinhalteten eine internationale Garantie der Souveränität Österreichs. Als Gegenleistung verpflichtete sich das Land, selbständig zu bleiben, also sich nicht an das Deutsche Reich anzuschließen (Anschlussverbot).
Der Niederländer Alfred Rudolph Zimmermann übernahm als Generalkommissär des Völkerbundes die Kontrolle über die österreichischen Staatsfinanzen. Die fiskalischen Folgen der Protokolle waren radikale Sparmaßnahmen, Beamtenabbau und strenge Kontrolle der Notenpresse. Verhandlungsführer auf österreichischer Seite waren Ignaz Seipel und Albert Mensdorff-Pouilly. Im Parlament wurden die Genfer Protokolle nur von den Christlichsozialen und den Großdeutschen, nicht aber von den Sozialdemokraten ratifiziert.
Mit der Handhabe der Genfer Protokolle konnten die Westmächte erfolgreich Einspruch gegen die österreichisch-deutsche Zollunion von 1931 erheben.
Die Raten für die Tilgung der Völkerbundanleihen wurden bis zum „Anschluss“ an das Deutsche Reich 1938 regelmäßig bedient, während des Zweiten Weltkrieges jedoch ausgesetzt. Nach dessen Ende wurde die Schuldentilgung durch Österreich bis zur Tilgung im Jahr 1980 fortgesetzt.